# Белорусский фольклор
Белорусский фольклор (от англ. folklore «народные знания, народная мудрость») — совокупность различных видов народного творчества белорусов: устная поэзия, народная музыка, танцы, различные прикладные искусства, народный театр. В основном это слово используется для обозначения устной поэзии.

## Жанровая система
В системе жанров различаются повествовательные жанры, песенная лирика, обрядовая поэзия, так называемые малые жанры, народный театр, детский фольклор, инструментальная музыка, народные танцы. Принято выделять эпические, лирические и драматические сорта с соответствующей жанровой классификацией. Эпический жанр включает две группы — словесную и словесно-музыкальную. Первый включает жанры: пословицы, поговорки, загадки, легенды, сказки, анекдоты, сказки, второй — эпическая песня-сказка, эпическая песня.

## Заказы
К наиболее архаичным народным жанрам относятся заказы (бел. замо́вы) — ритмически организованные произведения шаблонного характера, словесные формулы, которым была придана сила магического воздействия для достижения различных практических целей. Эти тексты демонстрируют присущую традиционному мировоззрению систему общения человека со всей вселенной в целом. С другой стороны, нет более прагматичного жанра народного творчества, заказ — действенный инструмент воздействия на окружающую действительность. В основе их классификации лежит утилитарная направленность порядков. Заказы используются в экономической, личной, социальной и практически во всех сферах жизни. Отсюда их деление на производственные(экономические), лечебные, любовные и социальные.
В наши дни в сельской местности заказы(в основном лечебные) продолжают существовать, не теряя своего функционального назначения.

## Обрядовый фольклор
Обрядовый фольклор — совокупность различных жанров народного творчества(песни, танцы, музыка), которые сопровождали традиционные обряды белорусов; делится на календарный и семейно-обрядовый фольклор.

### Календарно-обрядовый фольклор

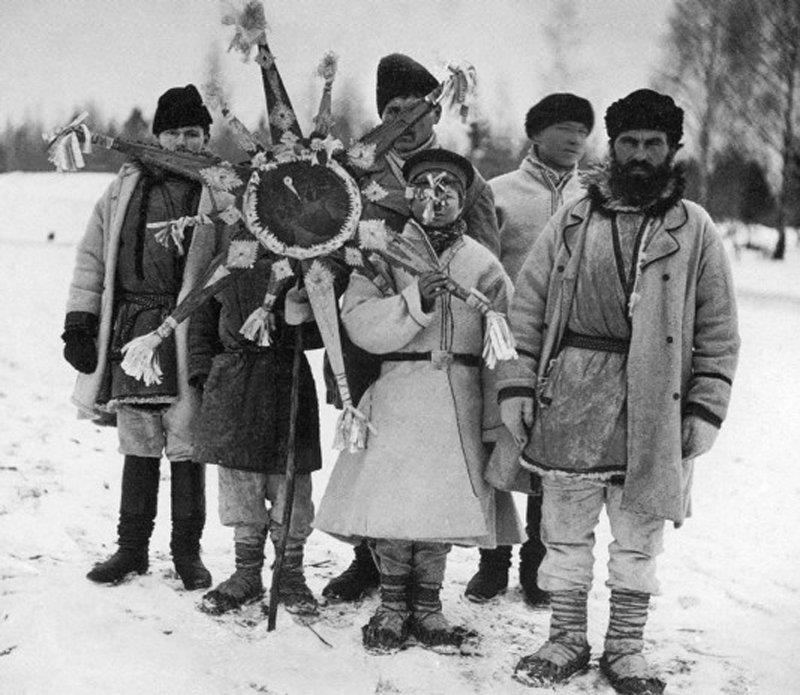
Колядовщики Горецкого уезда Могилевской губернии, 1903 г.

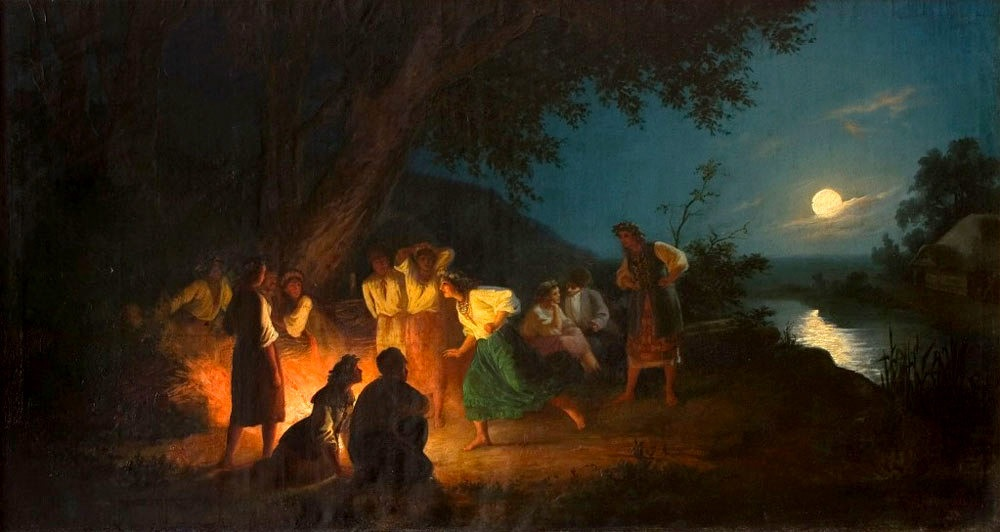
Г. Семірадскі. Ночь на Ивана Купалу (около 1880)

Календарно-обрядовый фольклор — это комплекс словесных, песенных, игровых и других жанров, связанных с обрядами календарного цикла, которые в течение года были неотъемлемой частью быта и хозяйственной деятельности фермера. Календарно-обрядовый фольклор белорусов сконцентрирован в основном вокруг древних аграрных праздников и восходит к эпохе славянской и даже индоевропейской общности. С помощью ритуалов и ритуальных песен, имевших якобы магический эффект, человек стремился влиять на вселенную, чтобы обеспечить оптимальную жизнь (урожай, здоровье, потомство). По мере развития общества календарно-обрядовая поэзия стала отражать творчество крестьянина, социальный раскол общества, морально-этические представления народа, поэтическое созерцание мира.
Каждые пару лет имели свои обряды, обычаи, песенное сопровождение. Их объединяла аграрная основа, целевая задача, отдельные мотивы. Все обрядовые и песенные комплексы пронизаны заботой о будущем крестьянского двора и семьи: вовремя засеять поле, вырастить и собрать урожай, спасти его от стихии, а стадо — от чумы и животных. Включает более 25 разновидностей песен и в зависимости от сезонных периодов делится на весенние, летние, осенние и зимние циклы.
- Зима: Рождество (к ним присоединяются Филиппивские (рождевственские) песни и ритуальные игры — «Ящер», «Женитьба Терёшки», характерная для Рождественской Двины). Филиппивские песни пели во время праздников во время шестинедельного филиппийского поста перед Рождеством (с 28 ноября по 6 января по новому стилю). Песенник поднял многие важные вопросы, касающиеся жизни семьи, рода, сельской общины, и они были решены на основе кодекса народной морали и этики. Главный смысл колядок  — пожелать хозяевам счастья, здоровья, хорошего урожая в новогоднюю ночь.
- Весна: Масленица (находится на границе зимы и весны), звонкая, юрская, пасхальная, Никольская, Русалка, Троицкая, песни обрядовых колядок «Похороны стрелы» и «Вождение куста». Волочобные песни — это специфика и национальная самобытность белорусских календарных песен. В эпическом масштабе они раскрывают как космологические мотивы сотворения мира, так и весь экономический год крестьянина-фермера. Центральный образ песен Святого Георгия — День Святого Георгия, к которому они обращаются со своими жизненно важными экономическими потребностями, прося его отпустить гонку «на теплое лето, на большую рожь».
- Лето: Купала и Петровский, август. Купала с ее семантикой наивысшей жизненной силы и благополучия сопровождается белорусским песенным богатством, а также рядом баллад с мифологическими мотивами. Мотивы и образы песен урожая кодируют целый пласт идейных, социокультурных, психологических явлений, проявлений отношения человека к природе, задуманных поэтически.
- Осень: льняные, толочные (последние существовали и в рамках летне-осеннего сезона). Пели осенью, работая до Плащаницы. В осенних песнях преобладает тема замужества, прощания девушки с родным домом.

### Семейно-обрядовый фольклор
Семейно-обрядовый фольклор — один из важнейших видов белорусского народного творчества, имеющий свою жанровую систему, неразрывно связанную с определенными обрядами семейного цикла. Семейно-ритуальный фольклор связан с поклонением предкам и анимистическими верованиями. Его доминирующая функция была утилитарно-магической, таким образом, предоставить человеку оптимальную долю жизни как в «этом» (земном), так и в «том» (загробном) мире. Различают три основных ритуала: семейный, свадебный и поминальный (плачущий) фольклор.
Самыми древними являются песни-заклинания и величественные крестильные песни. Песни-заклинания были направлены на использование сверхъестественных сил для обеспечения здоровья и счастья матери и новорожденного. В этих песнях часто главной героиней была бабушка, которая выступала посредником между таинственными силами природы или бога, призывая их отдать ребенку хорошую долю.
Поэзия белорусской свадьбы, важнейшего места, в котором занимали песни, отличается необычайным богатством. Все этапы свадьбы: Ухаживание — Запой — Помолвка — Суборная суббота или Курица — Каравай — Посад невесты у жениха — Исправление молодых до замужества — Женитьба — Попойный повод — Пярезвы в сопровождении песен, которые исполнялись в определенном порядке, отражали ритуальные действия, традиционно регламентировали роли участников свадебного обряда и др. В свадебной поэзии выделяются пышные, лирические, обрядово-ритуальные, сатирически-юмористические песни, припевы и др. Песни, пожелания, тосты вместе с другими ритуальными действиями должны были волшебным образом способствовать счастью молодых, их благополучию, росту семьи, урожаю на полях, потомству в сараях.
Плач (Галашэнні) — это импровизированные произведения, в которых используются традиционные народные формулы, художественные приемы и средства оплакивания умерших.

## Жанры прозы
Прозаические жанры фольклора делятся на сказочные и несказочные (легенды, сказки, сказки и др.).
Сказка
Сказка — один из основных видов устной народной прозы. От других устных историй, которые рассказываются в информационных целях, сказка отличается акцентом на художественную литературу — они рассказываются для развлечения и обучения. Есть три основных типа сказок: про животных, волшебные, светские и бытовые.
Самыми древними являются сказки, мотивы и сюжеты которых можно объяснить в свете ритуальной и мифологической семантики. Но, как не правдивая проза, сказка могла возникнуть только во время разложения первобытно-общинного строя, когда самые архаичные пласты мифологии уже становились материалом для художественных изобретений. Однако сказки отражают специфику мифологического мышления и мировоззрения.
Социально-бытовые сказки — более поздние по происхождению, традиционно предназначались для взрослых. Они управляют обычными людьми в обычных обстоятельствах, но секрет фантастики в необычном повороте сюжета. Социально-бытовые сказки о дураках, пользующихся большой популярностью в народе, и художественная литература. Самые распространенные мотивы мифов: человек вылезает из болота или вырезает из дерева; сшивает две половинки лошади и т. д. Сюда входят приключенческие и приключенческие рассказы.
Легенды и мифы
Легенды и мифы белорусов (лат. Legenda — текст, предназначенный для чтения). Основная функция легенды — этиологическая: объяснение происхождения явления, существа, обычая, предмета.
Легенды — это устные повествования, основанные на фантастических или поэтизированных образах, идеях и событиях, связанных с историей народа. Легенды делятся на:
- этиологический: космогонический, повествующий о сотворении Вселенной, земли, звезд, луны, жизни на земле, людей. Многие космогонические легенды подчеркивают огромную ценность земли, показывают, насколько высоко наши предки ценили природу и умело занимались экологическим воспитанием детей и юношества; зоогенный(о происхождении животных и птиц); о происхождении растений и их особенностях; об истоках социальных отношений (как поступают супружеские пары, почему женщина постоянно занята);
- апокрифический. Это неканонические повествования о предметах Писания;
- эсхатологический(о последнем времени и конце света).

Мифы — устные рассказы о реальных людях, реальных событиях, поселениях и т. д.
Мифы бывают:
- топонимические (о названиях конкретных деревень и городов),
- водные (про названия рек, озер),
- исторические(про силачей),
- легендарно-мифологическое (о сокровищах, хранящихся под землей; о разбойниках, например, на основе легенды о Машеке написано стихотворение Янки Купалы " Львиная могила "),
- о происхождении фамилий: например Гутник, жил в лесу и построил хижину. Нужно пояснение: хижина — гута, соответственно, тот, кто живёт в гуте, Гутник(Гутнік)

### Анекдоты
Анекдот — это рассказ о необычном забавном событии, ситуации, черте характера или поступке человека, имеющий остроумный неожиданный комический исход. Анекдот отличается оперативностью и актуальностью.

### Шутки
Шутка — это остроумное издевательство, высмеивающее повседневные события, забавные черты и качества людей, их странные поступки и разговоры. Популярная форма шутки — диалогическая. Сатира и юмор направлены против лени, мошенничества, пьянства и всего, что противоречит популярным идеалам, и имеют образовательную ценность.

### Устный фольклорный дискурс
Дискурс(фран. discours — речь) — это актуальная языковая деятельность, речь как фактор человеческого взаимодействия, как речевое коммуникативное событие. Народный дискурс — это «самовыражение» современной устной фольклорной культуры, то, что сама культура может сказать о своем мировоззрении, взглядах на жизнь, на мир, на человека. Проблемы мировоззрения носителей традиции, выраженные в народном дискурсе, имеют актуальное социокультурное значение, поскольку влияют на вектор развития общества, продолжая традиционные духовные, нравственные и эстетические ценности народа.

### Приметы, верования и правила
Приметы и верования в жизни человека связаны: с распорядком дня, с домом и хозяйством, с одеждой и едой, с праздниками и погодой, с отношениями как внутри семьи, так и между односельчанами — со всеми проявлениями судьбы как отдельного человека, так и поселения в целом. Предметом мифологического осмысления, символизации, магической необходимости стало почти все, что окружало человека, и почти каждое действие.
Приметы и верования вместе образуют один большой текст, которым наполняется вся жизнь людей. Однако каждая отдельная характеристика, как правило, имея достаточно произвольный лингвистический дизайн, возникает как полностью независимые скопления информации, имеющие свою внутреннюю логику, свою прагматику и структуру.
Первая и самая важная функция верований, знаков и правил — моделирование поведения человека, создание конкретных схем ориентации в той или иной ситуации, объяснение знаков и предсказание будущего. И носители традиции, и исследователи категорически не разделяют самих культурных терминов — знаков и верований. Их первая цель — моделировать человеческое поведение, но способы и методы моделирования в каждой из групп разные. Знаки акцентируют внимание на знаковой природе почти каждого элемента жизни традиционного общества и человека, всей космической системы. Информация о состоянии и изменениях в этом взаимосвязанном и взаимоопределенном организме может быть истолкована человеком как некое послание для него как: «Если уголь в закрытой топке загорится, будет иней», «Если кто-то, пожиная, забыл в поле пригоршню убранной ржи, не связав ее в сноп, это показывает, что во второе лето этот человек не пожнет на этом поле». Наиболее очевидные с точки зрения жанра особенности связаны с предсказанием погоды или будущего урожая.
Правила указывают на необходимость осознанного отношения к собственным действиям, ведь каждое из них является своеобразной репликой для всего окружения, которое, в свою очередь, «реагирует» именно в соответствии с полученным сигналом. Понятно, что одни правила были абсолютно рациональными, другие, если подходить с точки зрения современного мышления, основывались на каких-то фантастических идеях. Эти правила не только допускали существование сверхъестественных сил, но также утверждали контакт с ними и даже, при определенных условиях, возможность прямого воздействия на них.
Убеждения, связанные с уровнем идеологических представлений и знаний о мире, становятся мировоззренческой основой знаков и правил. Следовательно, знаки и верования воспринимаются как совокупность архаики, лежащей в основе их утверждений, их ритуальных и практических воплощений. И это особенно важно в связи с тем, что мифологические представления белорусов не формализованы в таких текстах, как нарративные мифы, а нашли выражение во многих мотивах, сюжетах, образах, верованиях и рекомендациях.
Убеждения в узком смысле слова можно назвать мини-текстами, которые имеют форму суждений, ментальных существ и содержат информацию идеологического характера, сжатую модель регулирования поведения. В широком смысле жанр очерков традиционно включает в себя все богатство народной аксиологии, заключенное в относительно небольшом объеме.
Набор правил и верований иногда объединяется в раздел магической прозы, неразрывно связанный с магической практикой домашнего характера. Магическую прозу можно классифицировать по-разному. Например, о функции магии (защитной, защитной, производительной и т. д.), О предметах, используемых в магических целях (хлеб, посуда, ткачество, одежда, травы и т. д.), На основе той системы ценностей, которая было для общества главным. Для традиционного общества это было основано на человеке, его собственности, скоте, урожаях, а мужчина воспринимался по его состоянию, статусу, положению (здоровый / больной, новорожденный, невеста, сирота, жнец, женщина / мужчина, путешественник и т. д.) .). При вербализации представлений магическая проза принимает форму советов, требований, объяснений, предупреждений, запретов, предписаний и т. д.
Приметы и верования — неотъемлемая часть календаря и семейных обрядов.

## Паремиология (поэзия)
Паремиология демонстрирует народную мудрость, философию. В то же время небольшие жанры представляют собой концентрированные скопления мифической и поэтической информации.

### Присказка (Прыказка)
Присказка(Прыказка) — устойчивое народное выражение-афоризм, широко используемое в разговорной речи, которое в полной, лаконичной, часто образно-поэтической форме и преимущественно в переносном смысле, обобщая многовековой жизненный опыт народа, выражает категоричное мнение о явлениях. , характеризует и оценивает их, инструктирует и дает практические советы. Как самодостаточное выражение, присказка содержит истину и не применима к конкретной ситуации. Это самый первый пример народной мудрости. Особенность присказки в том, что они типизируют явления, выделяет самое главное — нигде нет лежащего хлеба; По дороге грибы не собирай.

### Фразеологизмы (Прымаўка)
Фразеологизмы(Прымаўка) — сочетание слов, которое отличается относительной устойчивостью, воспроизводимостью в готовом виде, выразительностью и целостным смыслом. Это образное выражение, характеризующее человека, его характер, явления природы и общественной жизни, но только в этом частном случае без обобщений и выводов из других подобных ситуаций или человеческого поведения, нуждается в контексте.
Примеры:
- «Старость — не радость»,
- «Написано вилами по воде»

### Поговорки
К поговоркам относятся скороговорки, анекдоты, анекдоты и тосты, приветствия, пожелания, вежливое и нежное обращение, предосторожности, проклятия и ругательства, звукоподражания и огромное собрание народных поэтических сравнений. Проклятия — это желание неприятностей, выраженное словами, выражение чрезмерно потрясенного эмоционального состояния. Проклятие — угроза здоровью, благополучию, счастью, реже самой жизни. В отличие от обычных речевых реплик, споры, ссоры, проклятия, помимо существующего собеседника, предполагают обращение к третьему лицу, сверхъестественным силам: Богу, предкам, духам и т. д. Проклятый человек — только объект эти высказывания: «Твои деды проходили мимо твоего дома, чтобы Богиня смогла выколоть тебе глаза».

### Загадки
Загадка — ненарративное произведение малой формы, основанное на художественном сопоставлении различных явлений и предметов действительности с их подобием. Загадка построена на метафоре: вместо прямого наименования предмета она описывает в поэтической форме его свойства, происхождение, назначение. В этом случае головоломка основана на вполне реальных качествах или особенностях предмета, то есть содержит возможность угадывать. Мир сквозь призму загадок больше не предстает как хаос, а как определенное целое, в котором все имеет смысл и все взаимосвязано. Загадки отражают жизнь во всем ее богатстве и посвящены самым разным темам. Тайны классифицируются по историко-тематическому принципу: природа и человек, экономика и материал, общественная и социальная жизнь, культура. Традиционно, ряд загадок предполагал не простое отгадывание, а умение отгадывать.

### Приговоры
Приговоры — это словесное заклинание, рифмованное или ритмическое поэтическое произведение типа формулы, обычно сочетающееся с активным действием со стороны человека. Приговор является неотъемлемой частью ритуала, часто служит своеобразным толчком к развитию действия, а также выступает его лингвистическим выражением. В качестве конкретных типов предложений выделяются пожелания, поздравления, просьбы, обращения как к реальным, так и к мифологическим персонажам, различные предложения, приговоры изгнания. Приговоры коммуникативного характера демонстрируют идеи обмена и дара, которые определяют мировоззрение людей и раскрываются в соответствии с моделью: я для вас, вы для меня.

### Междометия
Междометия — это способ научить детей говорить быстро и четко. В доказательство истины произносились клятвы, молитвы, ругательства, слова часто сопровождались ритуальными действиями (целование земли, удары кулаком в грудь, ругань на Библию).

## Не ритуальная поэзия
Лирическое искусство представлено в белорусском фольклоре разными жанрами. Исследователи по-разному их классифицируют. В многотомнике «Белорусское народное творчество» представлены тома «Песни Купальского и Петровского», «Песни любви», «Семейные и бытовые песни», «Песни светские и бытовые», «Песни разговорные», «Веселые песни», «Песни советской эпохи», что в целом соответствует общепринятому разделу, в основе которого лежит жанрово-тематический подход.

### Любовная лирика
Лирика о любви — одна из самых ярких страниц белорусского песенного творчества. В нем отражается широчайший спектр чувств влюбленных, их мечты и надежды на счастливую жизнь, тревогу и сомнения, решимость преодолеть препятствия, возникшие на пути к браку.

### Семейные и социальные песни
Логическим продолжением этой темы стали семейные песни, в которых отражены отношения между мужем и женой, положение женщины в новой семье, в семье мужа.
Тема социальных и бытовых песен выходит за рамки семейных отношений, охватывает различные стороны общественной жизни и творчества крестьянина. Уже сами названия тематических групп — песни новобранцев, солдат, казаков, доярок, матросов, разнорабочих, антирабов, приматов — показывают, насколько широко и полно эти произведения отражают жизнь, вклад которой все больше отличался от традиционного. крестьянская жизнь.
Если в семейных песнях акцент делался на женщине, ее жизни, чувствах и переживаниях, то в социальных песнях главный герой — мужчина — новобранец, солдат, пенсионер, борец против гнета господина. Его судьба сложна, трудна, иногда трагична.

### Сатирические песни
В сатирических песнях белорусы высмеивали и высмеивают моральные и этические ошибки и обычаи других этнокультурных (евреи, цыгане и др.) И социальных (господа, священники) групп.

### Юмористические песни
В юмористических песнях, как правило, ирония над пороками и пороками(жадность, неуклюжесть, легковерность, лень) простых людей.

### Баллады
Баллады — длинные песни лирико-эпического характера с драматически напряженным и подробным сюжетом; самобытный жанр белорусского фольклора. В отличие от русских и украинских баллад, значительная часть белорусских баллад принадлежит обрядам календарного цикла(баллады весны, юрского периода, купалы, осени, Рождества и др.). Некоторые сюжеты отражают особенности мифологических пластов культуры(мотив избегания инцеста, заклинаний, магических метаморфоз, колдовства и т. д.). Типичными для бешеных баллад являются рассказы о змеином Юрии, юноше, убитом радужной оболочкой, о неверности жены мужу-воину, о соперничестве в любви двух братьев, об убийстве нелюбимой невестки. Особое место занимают исторические баллады, отражающие борьбу белорусов против иноземных захватчиков.

### Хор
Песни включают припевы — короткие четырех или шестистрочные песни с четким ритмом, тема которых охватывает самые разные жизненные события, от ухаживаний за молодыми людьми до общественно-политических событий.

### Исторические песни
В эпические произведения традиционно входят довольно редкие исторические песни, произведения разной поэтики, происхождения и времени возникновения, отражающие исторические события, упоминающие их участников. Из ранних исторических песен в Беларуси записана песня о Каструке Маструковиче, которая возникла в русской народной традиции как ответ на брак Ивана Грозного с дочерью кабардинского князя. В разных регионах Беларуси записано семь стихов и один прозаический пересказ. Были и песни, в которых отчетливо ощущалась связь с событиями времени борьбы с набегами татаро-монгольских завоевателей (песни о татарском плену, гибели солдата на поле боя).

### Рекрутские и солдатские песни
Рекрутские солдатские песни, связанные с русской народной традицией, были записаны в разных регионах Беларуси с упоминанием событий Семилетней войны , Крымского похода, войн с Турцией и Японией . Наиболее полно отражены события войны 1812 года, им также посвящены легенды и воспоминания. Герой ряда произведений — генерал Платов. Переодетый купцом, он появляется на столбе Наполеона, наказывает его и бежит верхом. Война 1812 года и приурочена к солдатской песни «Темные облака, огромные облака», в котором есть связь с крестьянскими текстами. В песнях о Крымской войне 1853—1856 гг. («Тяжело, тяжело для нас, ребята», «Ой, помните, помните, братья…») Британцы и французы упоминаются как союзники турок. В песнях рассказывается о героической обороне Севастополя, кровопролитных боях, тяжелой солдатской жизни.
В то же время для классического белорусского фольклора не характерны развернутые исторические или эпико-героические формы. Этномузыколог Т. С. Якименко отмечает, что в условиях новой парадигмы эпосоведения, которая активно формируется сегодня, влиятельная героикоцентрическая концепция эпоса подвергается серьезнейшему пересмотру. Для белорусов идеи, воплощенные в песенном эпосе, являются частью чрезвычайно широкого и многомерного содержательного континуума. Последний в своих песенно-сценических воплощениях принципиально не сводится к какому-то одному жанровому типу. Белорусская песенно-эпическая традиция возникает, во-первых, как в основном ориентированная на сохранение и передачу не столько государственного и исторического героизма, сколько мифа и сказки, сакральных для духовного характера белорусов архетипических ценностей мировоззрения.

## Народный театр
Драматический жанр белорусского фольклора представлен различными играми, народной драматургией («Царь Максимилиан» и др.), Различными формами кукольного театра — батлейками. В лодке рядом со сценами библейских историй, толкование которых во многих случаях было произвольным, что иногда приводило к запрету постановок, разыгрывалось различные сцены из жизни людей. Главными действующими лицами здесь были простые крестьяне, городские, земские, и т. д. Так, традиционные формы обновлялись, позволяли быстро реагировать на различные проявления жизни. Попытка некоторых исследователей вывести театральное искусство из календаря и семейных обрядов недействительна, поскольку театральное действие в основном рассчитано на зрителя и реализуется через роли, а в ритуале такие категории отсутствуют (например, купальские участники его переживают, как самая настоящая реальность, и выделить среди них обычных зрителей — невозможно). Скорее всего, народный театр берет свое начало в игровых формах поведения, но в то же время может использовать цитаты из ритуала (махинации, символический язык, ритуальная пародия).
Кочующие профессиональные скоморохи внесли значительный вклад в формирование народных форм театральных представлений, среди которых особой популярностью в Беларуси пользовались медвежьи проводники, музыканты (волынки, лиры, барабанщики, а позже и скрипачи), исполнители драматических сцен.
Высшая форма народного театра — драма («Мушкарат»), получившая наибольшее развитие во второй половине XX века. Показы народной драмы относительно большие по объему, со значительным количеством участников (10-20 человек), определенными приемами сценического исполнения и специальной подготовкой (репетициями). Белорусские народные драмы хронологически приурочены к циклу рождественских праздников с соответствующим мировоззрением, своеобразной карнавальной атмосферой. Наибольшей популярностью в народе пользовались драмы «Царь Максимилиан», «Царь Ирод» и «Трон» (сочетающие в себе сюжеты первых двух), а также короткие драматические сцены, такие как «Матфей и доктор».
Наряду с живым актерским театром большой популярностью в Беларуси пользуется кукольный театр « Батлейка», известный с XVI века. Само название происходит от польского названия города Вифлеем(Betleem) — место рождения Иисуса Христа. Неслучайно значительную часть репертуара вертепов составляли сюжеты библейской истории. Для демонстрации лодки делали деревянные ящики (примерно 1,5 на 1,5 м), обычно в виде дома или церкви, с горизонтальными перегородками (ярусами-сценами). Куклы-персонажи изготавливались из дерева и цветной ткани, шерсти, льна и закреплялись на деревянных или металлических колышках, которыми лодочник выводил их через прорези. Репертуар вертеп богат жизненно-фольклорным материалом, необычным сюжетом, большим количеством персонажей. Шоу обычно состояло из двух частей: канонической (религиозной) и светской (народной). Многие сцены носили сатирический характер и высмеивали такие социальные типы, как доктор-шарлатан, жадный поп, высокомерный дворянин, скупой трактирщик и другие. Последние показы бутылки были зафиксированы в 1963 году в селе Белевичи, Слуцкого района.

## Народные игры
Народные игры — один из древнейших слоев народного творчества; одна из символических форм человеческого поведения. Различают ритуальные игры, являющиеся неотъемлемой частью календарных и семейных обрядов, и утилитарно-практические, являвшиеся средством досуга, нравственного, эстетического и физического воспитания. Внеритуальная игра (которой было большинство), несмотря на ее символический характер, в корне отличается от ритуала — высшей формы символического поведения человека. По функционально-тематическому и календарному принципу традиционные белорусские игры можно разделить на:

### Календарные и семейно-ритуальные игры
- Зимние («Женитьба Терески», «Ящерица», «Бахар», «Галка», «Подушка», «Сон», «Закрытое шило», «Крючок» и др.), Входившие в структуру рождественских праздников;
- весной («А мы лёд копали», «Просо», «Мак», «Старший», «Журавль», «Тур», «Король», «Перепелка», «Люк»), которая обычно являлась частью обряда «Зов весны» и исполняется молодыми людьми в виде различных гимнов;
- лето и осень («Вождение куста», «Камминг», «Тетерка», «Удар лошади по голове», «Бросок», «Ящерица», «Оскорбления», «Готовим кота» и др.);
- семейно-ритуальные («Похищение куклы», «Вытаскивание куклы», «Сапоги», «Цыгане»);

### Внеритуальные игры
- игры с инвентарем: с палками («Крегли», «Чижик-Герман», «Пикард» и др.), с мячом («Соловей», «Город-поле», «Вышибала», «Горотник»), с другими сюжеты («Заганяка», катящееся колесо, катящаяся кружка, «Камешки», «Кости», «Бабушка»);
- игры без инвентаря: бег, ловля, поиск с элементами борьбы и другими силовыми приемами, игры, требующие наблюдения и сообразительности, с преобладанием элементов интерлюдии и хореографии.

## Детский фольклор
Важную роль в жизни народа играет детский фольклор, как эффективное средство воспитания. Он явно функциональный, сопровождает ребенка с первых дней рождения, когда мама поет ему колыбельные, развлекает его, и позже, когда фишки становятся неотъемлемой частью различных детских игр, а дразнилки — одним из средств борьбы с врагами. Детский фольклор через поэтические образы знакомит ребенка с окружающим миром, помогает понять основные принципы взаимоотношений в обществе. В поэтическом творчестве народа детский фольклор остается живым явлением, сохраняющим тенденцию к дальнейшему развитию, и его важнейшие функции — познавательную, воспитательную, эстетическую. Современное детское искусство выполняет развлекательную функцию, основанную на традициях народной смеховой культуры, и коммуникативную.

## Музыкально-хореографическое искусство
Музыкально-хореографическое искусство — неотъемлемая часть традиционной духовной культуры белорусов, которая генетически восходит к доисторическим временам и отражает эстетические принципы мировоззрения народа.

### Инструментальный фольклор
Прикованный к самым различным сферам национальной жизни(работа, календарь и семейные обряды, обычаи, отдых), передавая богатые оттенками переживания людей, инструментальный фольклор является выражением позитивного, оптимистичного мировоззрения. Белорусы использовали разные музыкальные инструменты:
- самозвучащие инструменты(колотушка, ложки, погремушки, бубенчики, тарелки, рагула, клещ, погремушка, шарганы, орган и др.);
- мембранные инструменты(бубен, барабан, гребешок);
- духовые инструменты(хлыст, древесный лист, кора, щелевидная труба, береста, свисток, зуммер, трубка, губная гармошка, свисток, окарина, струна, волынка, труба, рог);
- струнные инструменты (бандура, цитра, цимбал, колесная лира, скрипка, бассет).

## Народная хореография
Народная хореография уходит корнями в древность, когда она была частью ритуала. Постепенно танцевальное искусство выделилось как самостоятельный, художественно законченный вид народного творчества.

### Колядки
Одним из архаичных хореографических жанров в Беларуси, сохранившим связь с календарем и семейными обрядами, является колядки. Белорусские колядки делятся на три группы: колядные песни, когда мелодия важнее органичного слияния текста, мелодии и хореографического действия; для них характерен простой пространственный образ и простое хореографическое действие (простой, величественный, торжественный шаг). Яркие образцы колядок этой группы — «Стрела» (исполнители с песней, взявшись за руки, идут на окраину села), «Люк», где певцы двигаются, рисуя в плоскости разных кривых круга, из двойных октавы в асимметричные фигуры; игровые раунды, где достигается наиболее полное единство всех трех компонентов, содержание раскрывается набором изобразительных средств поэзии, музыки, хореографии. Поэтическая и музыкальная структура этих колядок характеризуется диалогической подачей сюжета, повествовательной тональностью, более быстрым темпом и четкой ритмичностью мелодии.
Система устной поэзии всегда находилась в движении, в зависимости от изменений, происходивших в жизни ее создателей и носителей. Те жанры, которые возникли на основе мифологизации природы и общественных отношений, постепенно сужают сферу функционирования, хотя и живут в жизни или в памяти. Да, заказы продолжают использоваться и даже появляются новые тексты, но они полностью построены по традиционным схемам. Период продуктивного развития сказок закончился, но их познавательная, познавательная и эстетическая ценность сохранена, они существуют устно и распространяются через средства массовой информации. Составляются социальные и бытовые сказки, анекдоты, хоры. В традиционных жанрах происходят определенные изменения, расширяется их образная система, в нее входят представители новых социальных слоев и классов, появляются новые темы,
Аутентичные формы традиционной белорусской культуры продолжают сохранять глубокие основы системной целостности, существуют в различных региональных и местных особенностях, содержат архаичные элементы и формы, оставаясь при этом не пережитком прошлых эпох, а живой устной культурой.
В то же время сейчас активно развивается так называемый постфольклор, который сами носители создают для собственных нужд. Пост-фольклор берет свое начало в городе и только потом распространяется более широко, принадлежит к разным группам, фрагментированным по социальному, профессиональному, клановому, даже возрастному расслоению общества на слабо взаимосвязанные ячейки, не имеющие общего мировоззрения. Как правило, он идеологически маргинален, так как идеологические потребности граждан удовлетворяются через письменную культуру. Речь идет о культурно-семиотическом пространстве городской улицы, школы, института, лагеря, тюрьмы, дома и семейной жизни с их текстами и реликвиями, праздниками и обычаями. Таким образом, формируется ряд «закрытых» традиций, и их составные части подтверждают свою идентификацию посредством подобных пост-фольклорных текстов.